# Evangelische Kirche Xanten

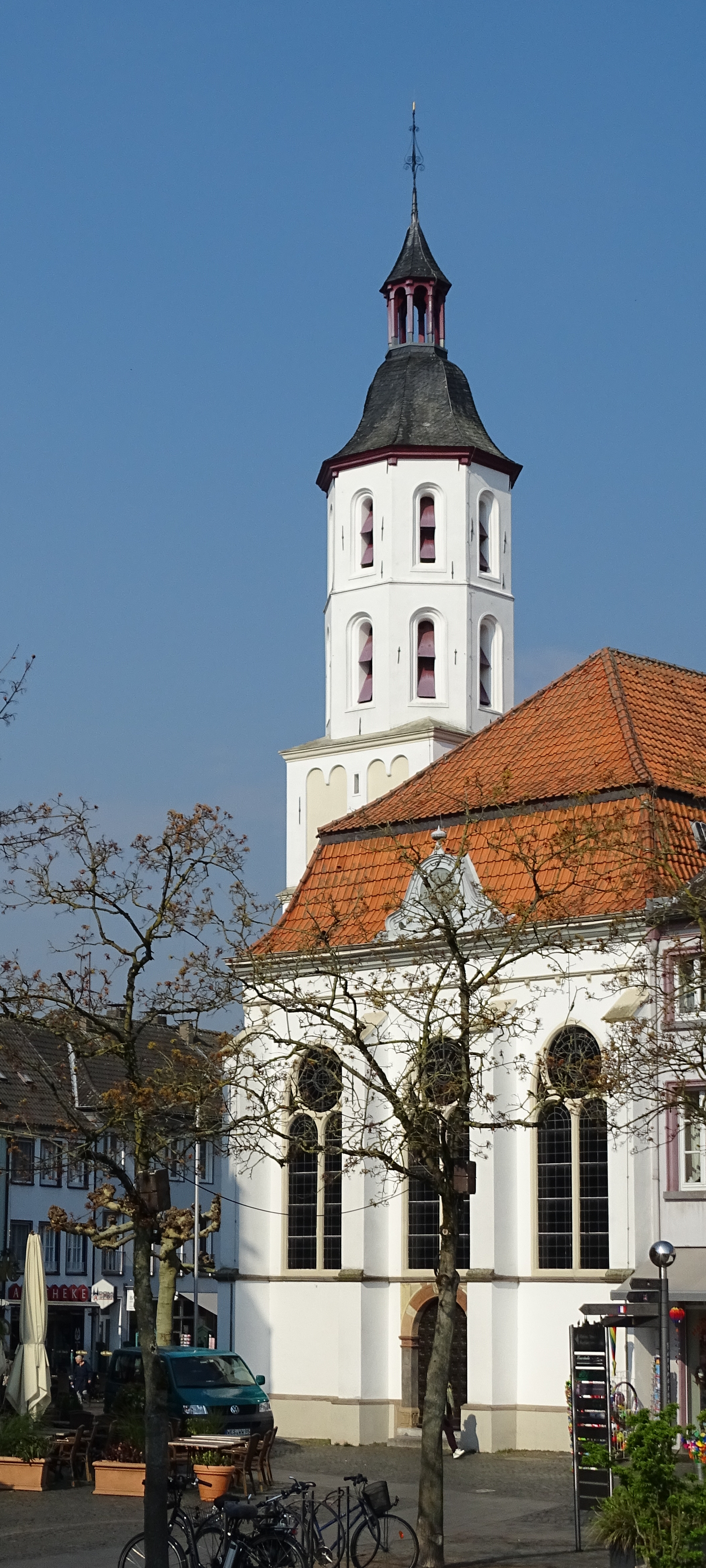
Evangelische Kirche

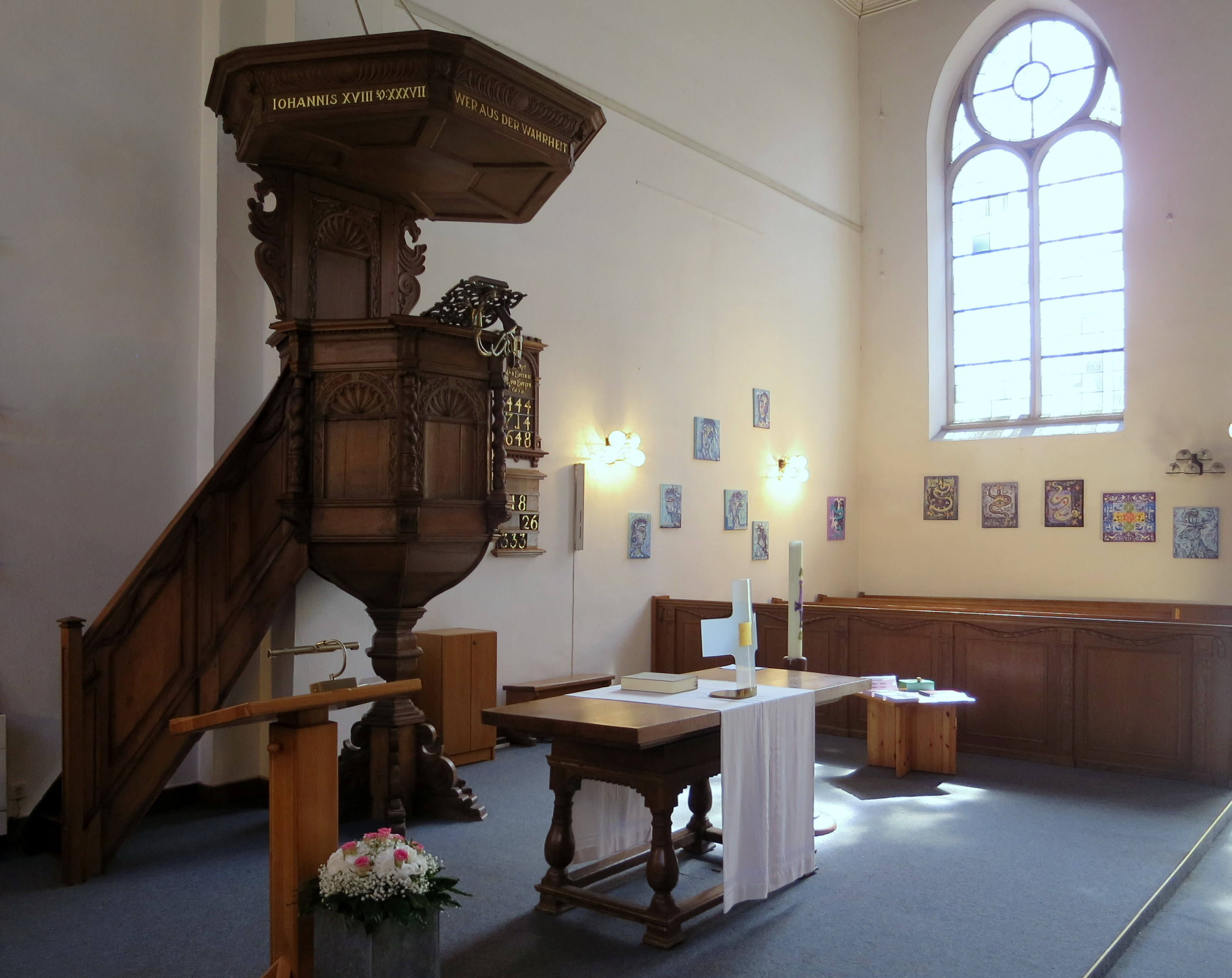
Kanzel und Altartisch

Die evangelische Kirche in der nordrhein-westfälischen Stadt Xanten, Kreis Wesel, die an der Einmündung der Kurfürstenstraße in den Markt liegt, ist die Hauptkirche der Kirchengemeinde Xanten-Mörmter, die zum Kirchenkreis Kleve der Evangelischen Kirche im Rheinland gehört. Sie ist ein geschütztes Baudenkmal, das auf der Denkmalliste der Stadt eingetragen ist.

## Geschichte
Die geschichtlichen Anfänge sind nicht ganz genau nachweisbar, aber vermutlich 1572 entstand in Xanten eine evangelische Gemeinde. 
Als Xanten nach dem Jülich-Klevischen Erbfolgestreit als Teil des Herzogtums Kleve mit dem Vertrag von Xanten an die Kurfürsten von Brandenburg fiel, wurde die Evangelische Kirche mit der Katholischen Kirche gleichgestellt, 1647 wurde daraufhin auf dem Großen Markt eine Kirche errichtet und 1662 durch einen Kirchturm erweitert.

## Kirchenbau
Die Kirche ist sehr schlicht ausgeführt, wie es für reformierte Gemeinden typisch ist.

### Äußeres

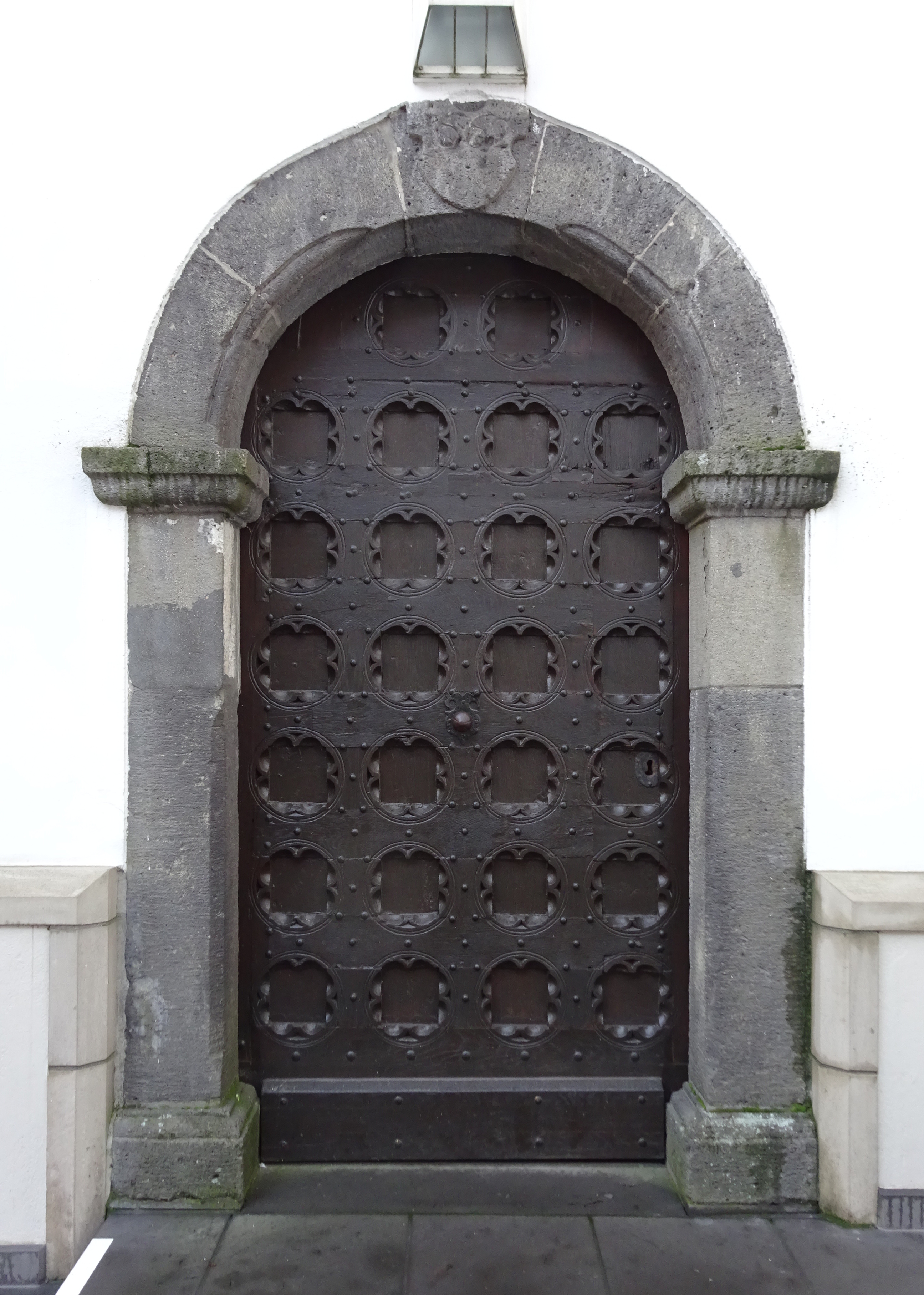
Eingangsportal der Kirche

Die dreiachsige Fassade hat große, spitzbogige Fenster zum Markt hin. Unter dem Mittelfenster führt ein barockes Portal ins Innere. Ein Engelskopf und die Jahreszahl 1648 zieren den Bogen. Das ist vermutlich eine Erinnerung an den Westfälischen Frieden, das Ende des Dreißigjährigen Krieges. Auf der nördlichen Schmalseite des Kirchenraumes sorgen ebenfalls drei große Fenster für ausreichende Beleuchtung der Halle.

### Innenraum
Der Innenraum wird beherrscht von der hölzernen Kanzel, die an der rechten Längsseite des rechteckigen Raumes angebracht ist. Davor steht ein Abendmahlstisch aus Holz mit einem schlichten Kreuz. Bilder und Skulpturen fehlen in dieser reformierten Kirche. Die Orgel, die auf einer hölzernen Empore gegenüber der Kanzel steht, schafft ein Gegengewicht zur Kanzel. Sie stammt aus Wesel.

### Turm
Die Kirche hatte ursprünglich keinen Turm. Da aber die Glocke, vermutlich in einem Dachreiter untergebracht, das Mauerwerk erschüttert und beschädigt hatte, wurde 1662 der Turm an der Westseite hochgezogen. Er war ein Geschenk des Kurfürsten.

### Orgel

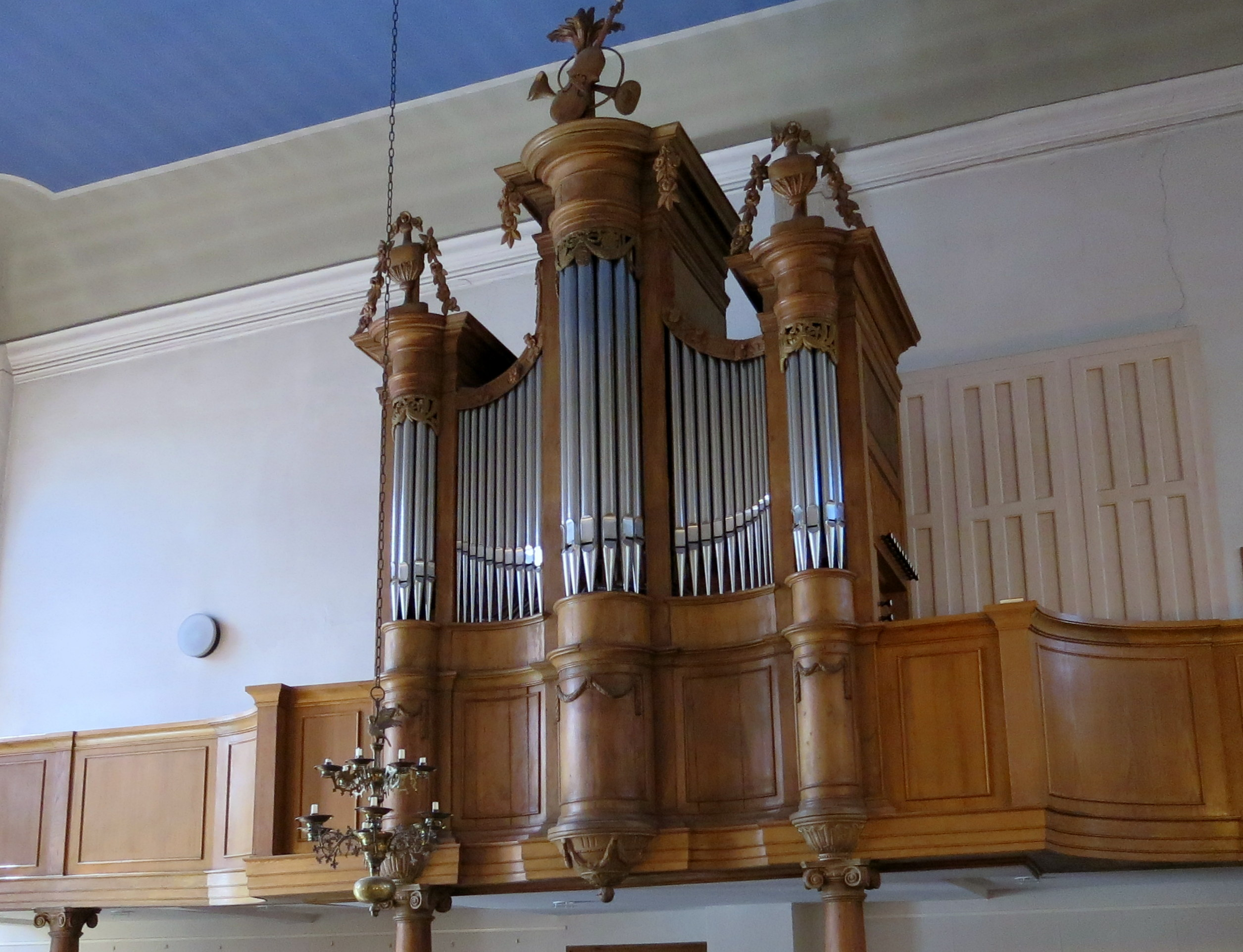
Orgel von 1786

Bei einer Renovierung 1785/86 – für die König Friedrich II. Spenden eingeworben hatte – erhielt die baufällig gewordene Kirche nicht nur neue Dachziegel, sondern auch eine Orgel. Sie stammt wohl nicht vom Orgelbauer Courtain in Emmerich. Denn der Vertrag wurde mit Ludwig König und Sohn geschlossen und somit stammt die Orgel aus Köln. Sie verfügt über 11 Register, die sich auf ein Manual und das Pedal verteilen. 1792 hat König auch das erste Mal die ihm vertraute Orgel repariert. 2002 wurde das Werk von Weimbs Orgelbau restauriert.

### Sonstige Ausstattung
Weitere Ausstattungsstücke sind ein aus Messing getriebenes Bibelpult, zwei Armleuchter und der Kronleuchter aus dem 16. Jahrhundert. Neben der Kanzel gibt es eine Erinnerungstafel an den Kirchbau zu Ehren des Großen Kurfürsten.

## Gruft
Da der Platz bei der Kirche für einen Friedhof zu klein war, unterkellerte man die Kirche schon beim Neubau und schuf so eine große Gruft. 130 Jahre lang fanden fast alle Verstorbenen in diesen getrennten Gewölben ihre letzte Ruhestätte.